# Brasenose College (Oxford)
O Brasenose College, Oxford é um dos colégios que constituem a Universidade de Oxford, no Reino Unido. Em 2006, contava com um pressuposto de 98 milhões de libras.

## História
Fundado em 1509 pelo jurista Sir Richard Sutton, natural de Prestbury, Cheshire, e por William Smyth, o bispo de Lincol.
O Bispo de Lincol, trouxe o dinheiro para a fundação do colégio, e Sir Richard Suttuon comprou as terras de onde está situado.
Entre os primeiros benfeitores do colégio se encontrava John Elton, canónigo da catedral de Salisbury e posteriormente chanceller da catedral de Hereford, que fez doações de 1529 para a educação de um familiar seu no Brasenose College. Outros notáveis benefectores tem sido Alexander Nowell, Joyce Frankland, Elizabeth Morley, y Sarah Seymour, duquesa de Sommerset.
O colégio tem 510 estudantes. O diretor do colégio é o Prof. Roger Cashmore. Ex-alunos conhecidos incluem o ator Mark Williams e o primeiro ministro britânico David Cameron.